# Station Strathcarron
Station Strathcarron (Engels: Strathcarron railway station) is het spoorwegstation van de Schotse plaats Strathcarron. Het station ligt aan de Kyle of Lochalsh Line.